# طرش

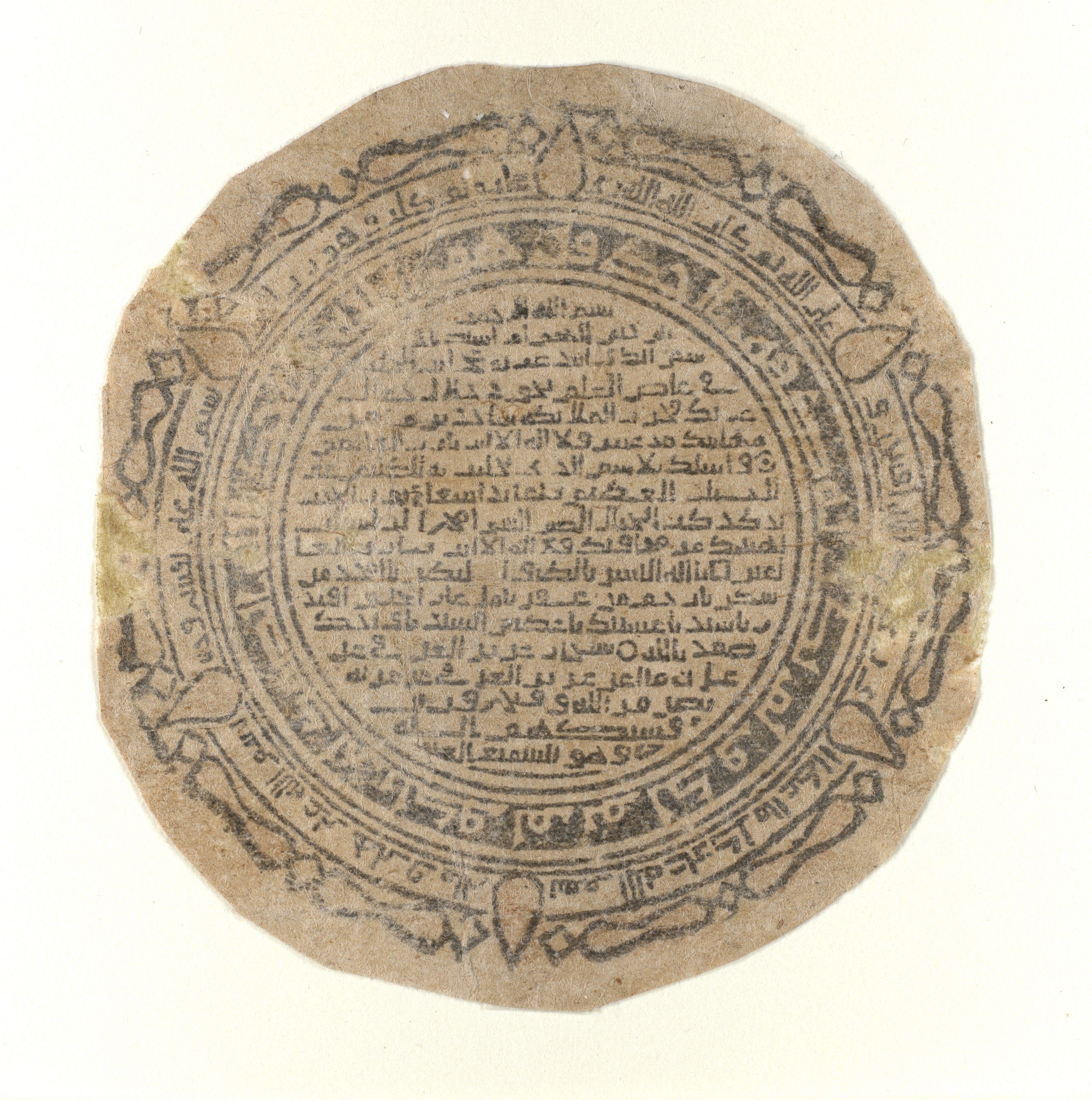
ورقة دائرية من التعويذة مطبوعة بالكتل تعود للقرن الحادي عشر

الطرش عبارة عن كتلة محفورة تستخدم للطباعة في الحضارة الإسلامية. كانت مصنوعة من الخشب أو القصدير وكانت قيد الاستخدام من حوالي 900 إلى 1430. هناك أكثر من مائة طبعة عربية معروفة على الورق والرق وربما ورق البردي. وهي في الغالب عبارة عن شرائح صغيرة مخصصة للاستخدام في التمائم. وقد تم التعرف عليها بشكل رئيس في المجموعات العامة والخاصة، ولكن عُثر على عدد قليل من المطبوعات أثريًا في الفسطاط في مصر. لم يتم العثور حتى الآن على أي قالب طرش فعلي (أي القطعة الأصلية المصنوعة من الخشب أو القصدير التي كانت تُستخدم للطباعة). فقط الآثار أو النتائج الناتجة عن استخدامه (مثل المطبوعات) هي التي وُجدت، أما الأداة نفسها فلا تزال مفقودة.

## التاريخ

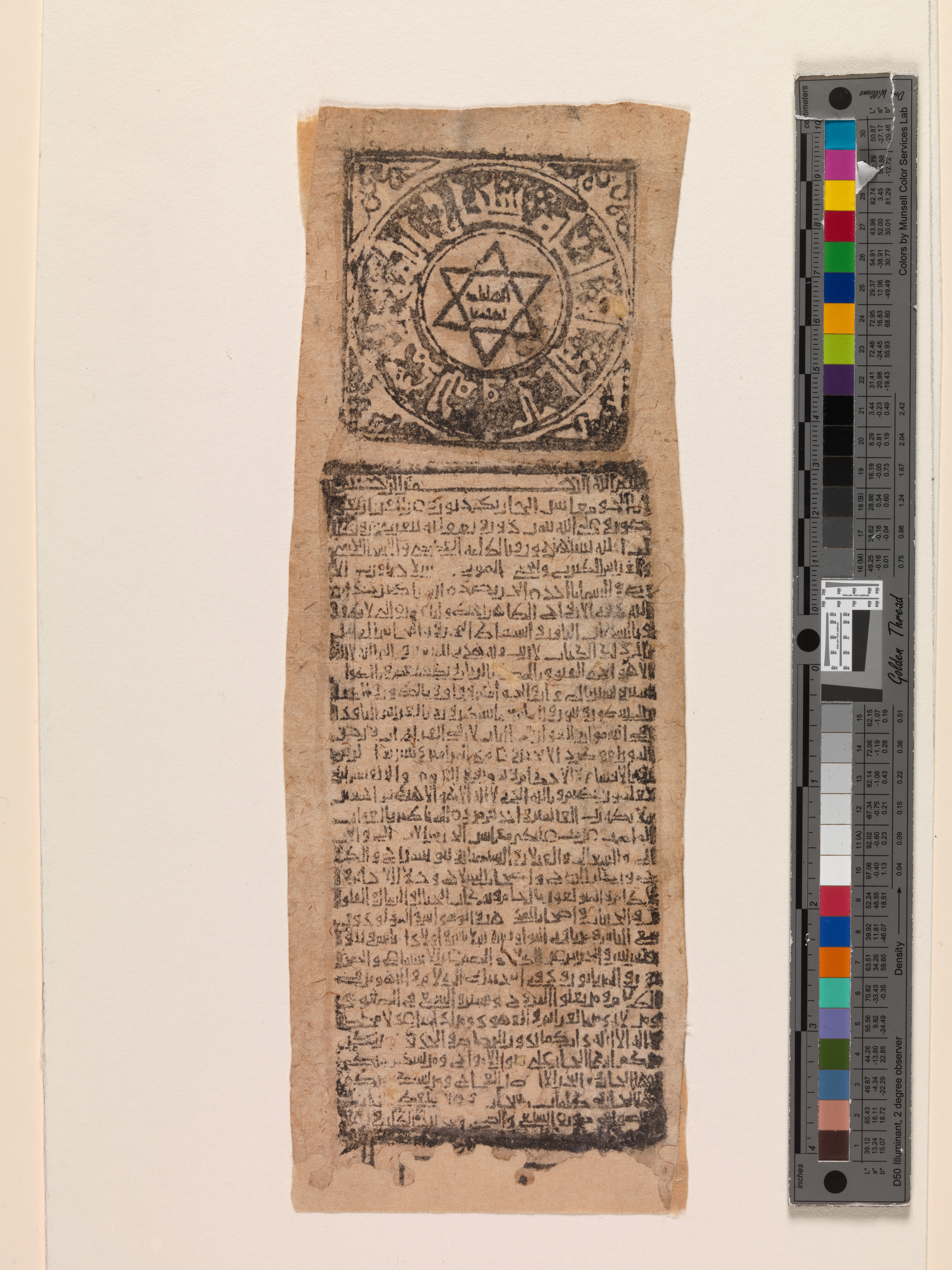
مخطوطة تعويذة فاطمية، من القرن الحادي عشر، معروضة الآن في متحف متروبوليتان للفنون. النجمة السداسية هي ختم سليمان، وكان معروفًا في العالم الإسلامي.

أصل الطرش، سواءً المصنوع في العالم الإسلامي أو المستعار مع الورق من الصين هو أمر مثير للجدل. يقترح ريتشارد بوليت، في المقارنة بين التبني السريع للورق وتهميش الطباعة في العالم الإسلامي، وجود أصل منفصل لكل منهما وبالتالي التطور الأصلي الطرش. أصل كلمة طرش غير مؤكد. فالجذر السامي (طَ رَ شَ) يرتبط بالصمم و(الطرس) إلى الكتابة (بما في ذلك كلمة مخطوطة الطرس)، وربما بدأ اللفظ في مصر.
بين القرنين العاشر والرابع عشر، تحتوي العديد من النصوص على فقرات يمكن أن تشير إلى الطباعة بالكتل. ولعل أقدم هذه المصادر هو كتاب فهرست ابن النديم في أواخر القرن العاشر، حيث ذكر السحرة المصريين الذين يستخدمون الطوابع. وفي نفس الوقت تقريبًا، ألف أبو دلف الخزرجي (توفي حوالي عام 952) مديحًا عن بني ساسن ، وهي نقابة غير رسمية من المتسولين واللصوص والمحتالين. ذكر استخدامهم للطرش في صناعة التمائم:
المنقِش على الطَّرْش هو الذي ينقش القوالب الخاصة بالحُجُب (التمائم). الناس الأميّون الذين لا يعرفون الكتابة يشترونها منه. ويحتفظ البائع بالنقش الذي على القالب حتى يستهلك مخزونه من التمائم على عامة الناس، ويجعلهم يظنون أنه هو من كتبها. ويُسمّى القالب الطَّرْش.

وبعد قرنين من الزمان، حوالي عامي 1232 و1248، يبدو أن الجوبري قد ذكر الإنتاج الضخم للتعويذات، مما يشير إلى أن عملية الطباعة أصبحت فعالة للغاية بذلك الوقت.
ولم يقتصر الطباعة بالكتل على التعويذات، كما يتضح من شهادات الحج المطبوعة في المسجد الأموي والتي يرجع تاريخها إلى القرن الحادي عشر إلى القرن الرابع عشر.  وفي وقت لاحق، في عهد جايخاتو (1291-1295)، كانت الإلخانات تعاني من ضائقة مالية شديدة بسبب تجاوزات جايخاتو ومن سبقوه، فضلًا عن سوء الإدارة المالية لوزيره صدر الدين الزنجاني، مما ترك الخزانة فارغة. وردًا على ذلك، قدموا العملة الورقية (جياو تشاو [الإنجليزية]) في تموز 1284، وحظروا العملات المعدنية. وقد طبعت هذه العملة الورقية كما ذكر رشيد الدين. طباعة قيمة الفئة في الوسط، مع أحرف صينية مزخرفة على الحدود، وبالحبر الأحمر، مع الختم الإمبراطوري. على الرغم من أن الحكومة ألغت سياستها بعد فترة وجيزة في أعقاب مقاومة التجار وعامة الناس، إلا أنها لم تترك أي أمثلة باقية.
ولم تقتصر الطباعة بالكتلة على المشرق، إذ يذكر ابن الأبار (1199-1260) الذي كان نشطًا في الأندلس والمغرب:
كان [بدر بن أحمد الخاصي] عبدًا للأمير عبد الله الذي أعتقه وجعله على الأراضي الملكية. ثم عيّنه الناصر في الوزارة والبوابة والقيادة والخيل والبريد. وكان لا نظير له في الولايات. وكانت المراسيم الرسمية تُكتب في منزله. ثم يرسلها للطبع. فلما طبعت ردت إليه، فأرسلها إلى الولاة الذين نفذوها بسلطانه.
هناك أدلة مادية في بعض المطبوعات تشير إلى أن الطرش كان يُصنع في بعض الأحيان عن طريق صب القصدير المنصهر في قوالب طينية. يقول صفي الدين الحلي، الشاعر العراقي في القرن الرابع عشر:
"وفي صنع قوالب الطرش من الصفيح لصنع التمائم والتعاويذ، كم مرة كتبت يدي على القالب بالخط السرياني ثم بخط التعويذات!"

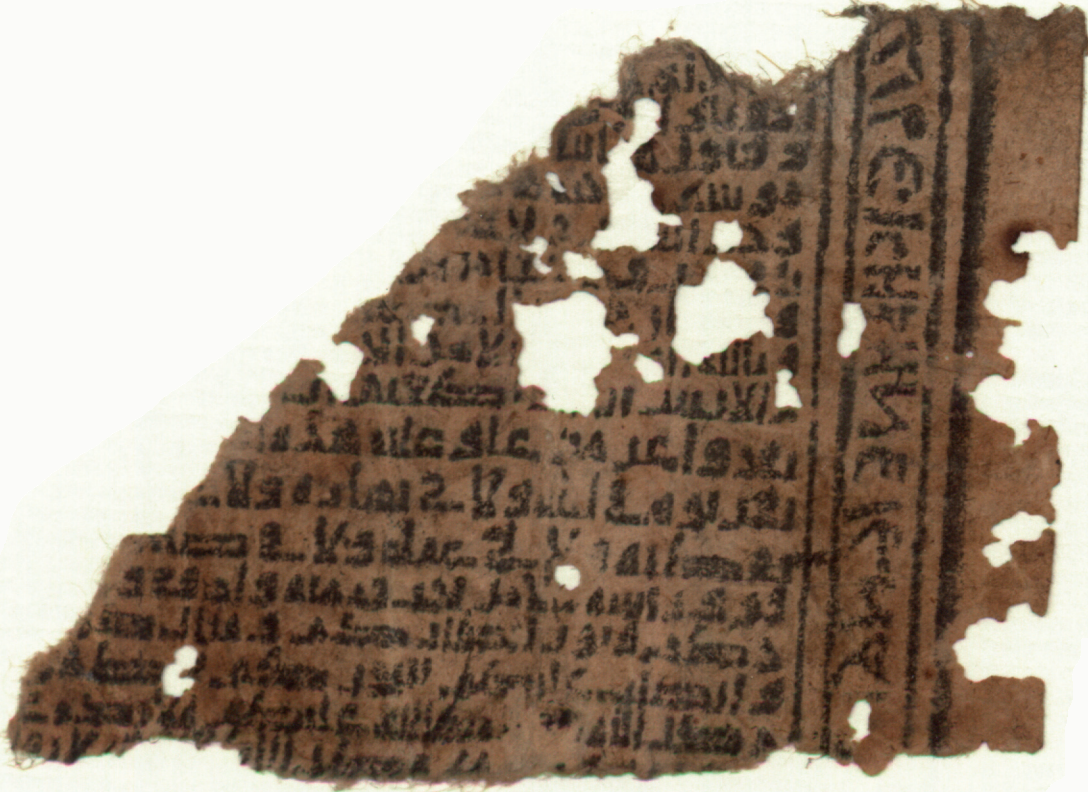
القطعة أ.ش. 12.145 هي قطعة من تميمة باللغة العربية ذات إطار قبطي (نص عمودي على اليمين).

إن حقيقة أن الطرش كانت تُنقش أو تُصب أحيانًا بالسريانية والعبرية (" التعويذة - الكتابة") دليل على أن المطبوعات كانت تهدف إلى إبهار الأميين بقوتها السحرية وليس قراءتها. ومن المعروف أن هناك تميمة عبرية مطبوعة واحدة، وهي موجودة الآن في جامعة ستراسبورغ. توجد تميمة عربية ذات حدود مكتوبة باللغات السريانية والعبرية والقبطية والعربية في جامعة يوتا. الكتابة القبطية هي مجرد نص عربي منقول. التميمة (أ.ش. 12.145)، الموجودة الآن في المكتبة الوطنية النمساوية، هي جزء من طبعة مصنوعة من نفس الطرش المستخدم في تميمة يوتا. قد يشير استخدام اللغة القبطية إلى أن المسيحيين المصريين كانوا من بين مشتري المطبوعات.
آخر مثال موجود من التعويذة المطبوعة يعود تاريخه بشكل مؤكد إلى أوائل القرن الخامس عشر، وذلك بسبب العلامة المائية الإيطالية على الورق والتي يعود تاريخها إلى حوالي عام 1405. بعد هذا التاريخ اختفت الطباعة بالكتل دون تفسير، وتم نسيان الطباعة بالكتل العربية في العصور الوسطى تمامًا بحلول الوقت الذي اكتشف فيه جوزيف فون كاراباسك تم التعرف على بعض المطبوعات في عام 1894.

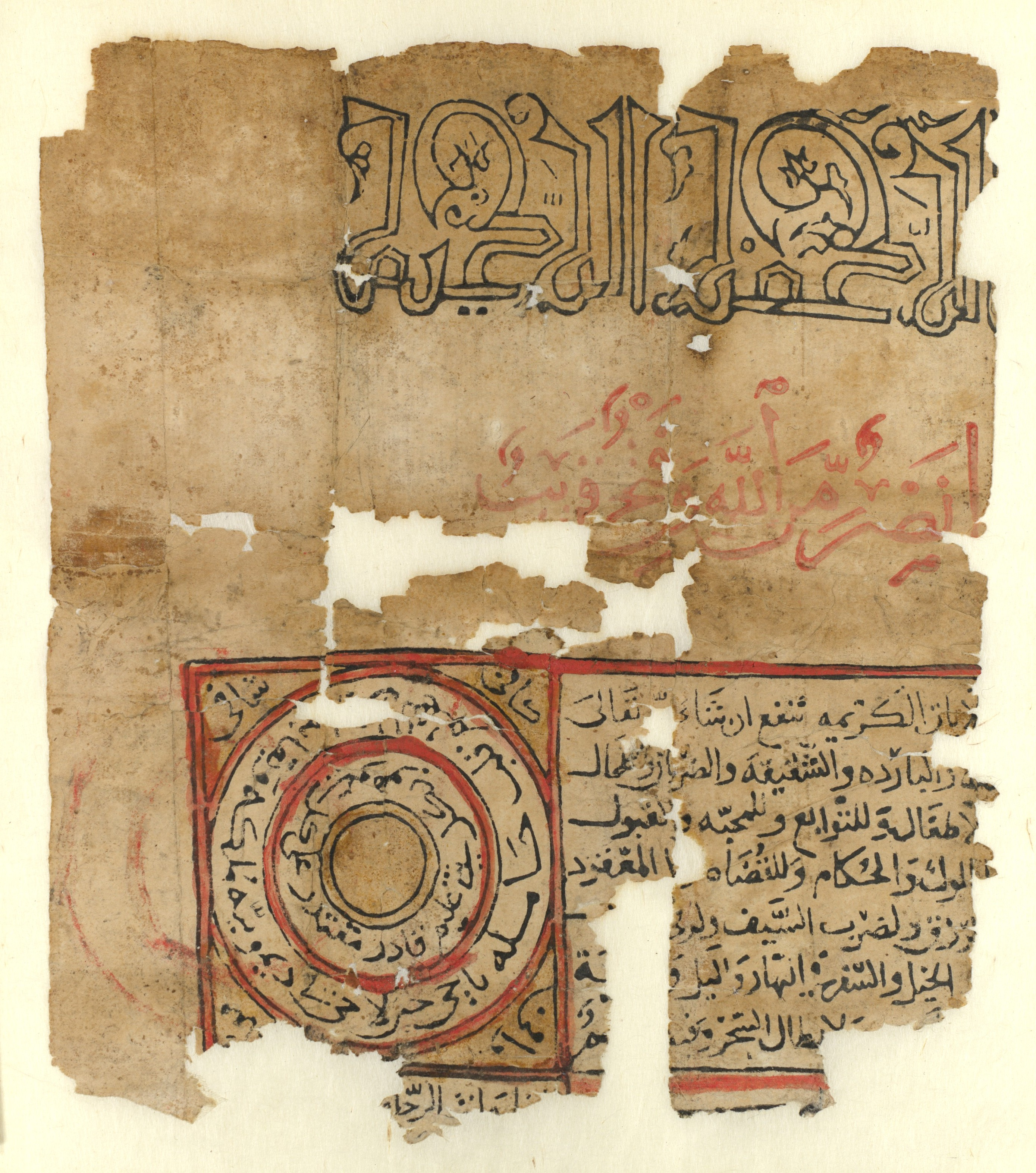
لم ينجُ من هذه الصفحة إلا الزاوية العلوية اليسرى. تم طباعة كل من الكتابة الكوفية المزخرفة بالحبر الأسود والخط اليدوي بالحبر الأحمر باستخدام تقنية الطباعة بالكتل. القرن الحادي عشر والثاني عشر

تحتوي نصوص التمائم المطبوعة من الطروش على اقتباسات من القرآن الكريم وقوائم بأسماء الله والأدعية. بعضها له أشكال هندسية مثل الدوائر، والدموع، والسداسيات، والثمانيات . لدى الآخرين الوفق. طُبعَت الزخرفة باستخدام كتلة منفصلة، ويمكن أيضًا طباعة النص باستخدام كتل متعددة، عن طريق الجمع بين خطوط مختلفة.
كانت هذه العناصر الزخرفية المعقدة والواسعة النطاق ذات التفاصيل الدقيقة تتطلب الكثير من العمل لنحتها، وتشكل فرقًا كبيرًا بين التمائم المكتوبة بخط اليد والمطبوعة بالكتل. محاولة زيادة الجاذبية البصرية للعنصر، والإشارة إلى المستهلك المتطور والمثقف.
لُق التمائم ووضعها في أسطوانات معدنية وارتداؤها حول الرقبة. هناك أمثلة للخط العربي ومثال واحد على الأقل لطباعة قرآنية تبدو وكأنها صفحة من كتاب. أطول نص معروف هو 107 أسطر، مطبوع من كتلتين على شريط من الورق 2 بوصة × 11 بوصة (5.1 سـم × 27.9 سـم) . 

## معرض الصور

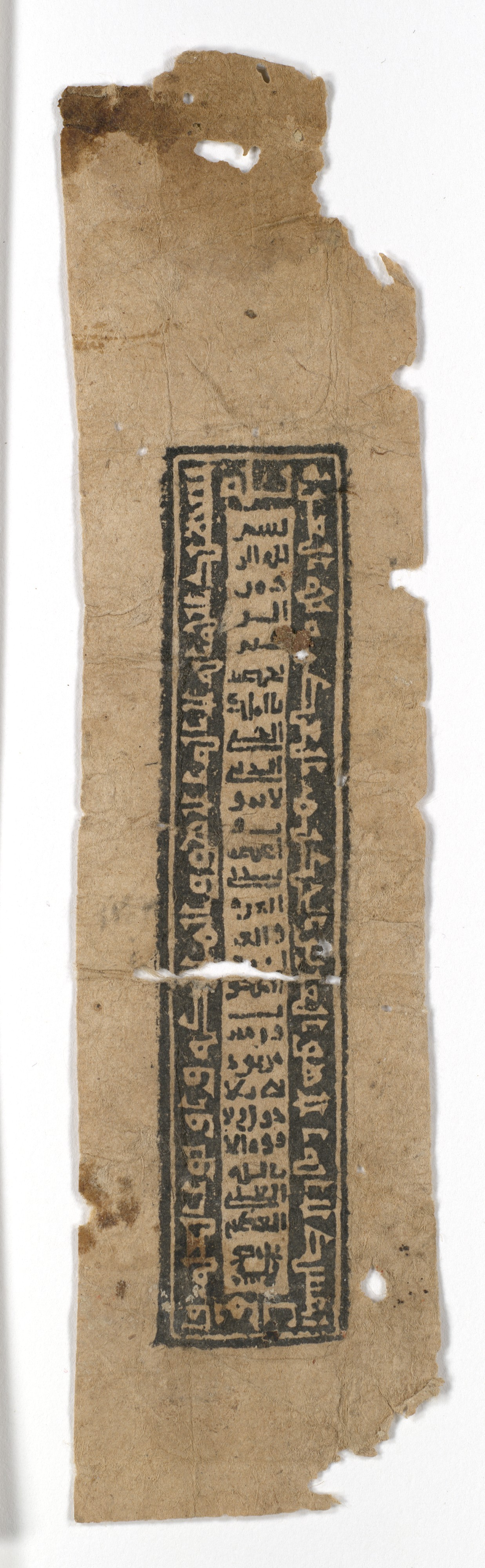
مخطوطة تعويذة مصرية مطبوعة بالكتل، القرن الحادي عشر والثاني عشر
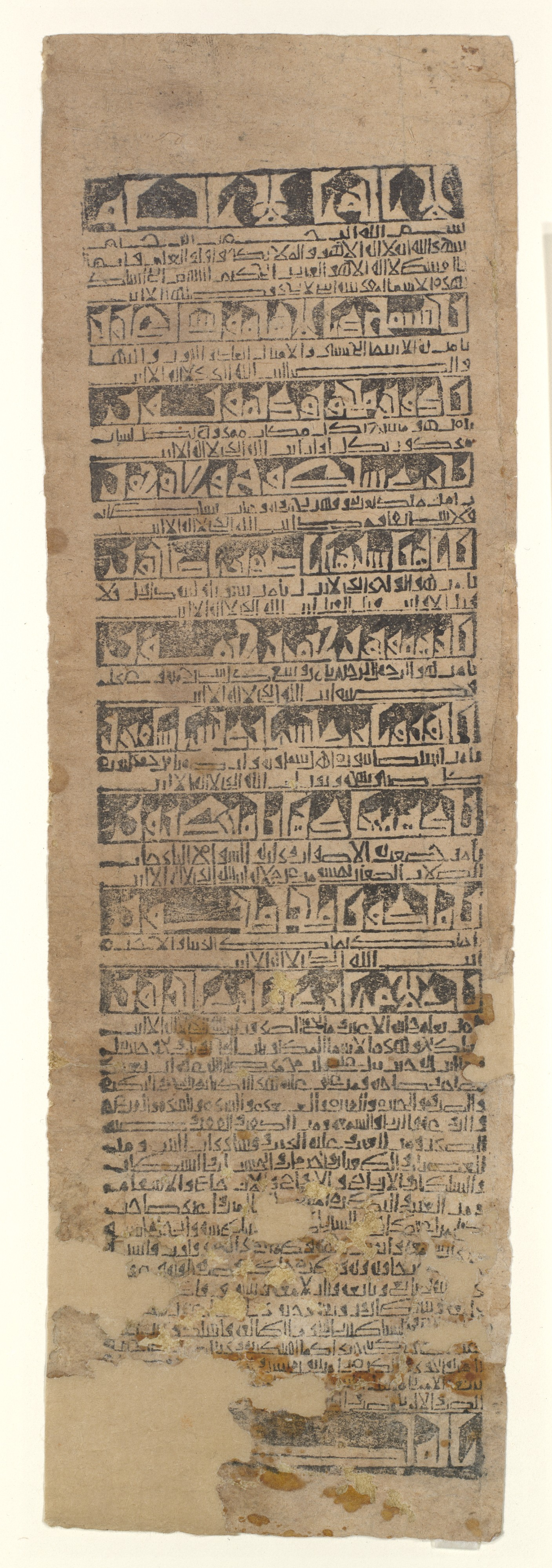
مخطوطة تعويذة مع نص كوفي احتياطي، القرن الحادي عشر
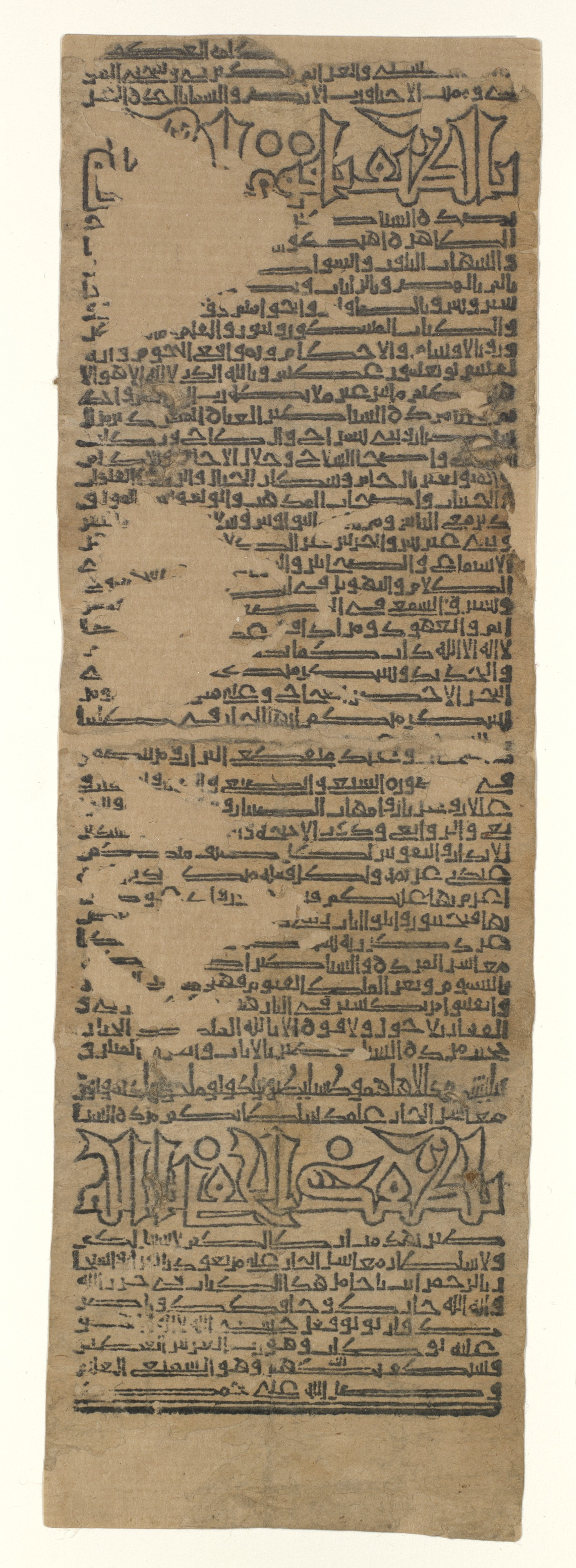
مخطوطة تعويذة مطبوعة على قوالب فاطمية، القرن الحادي عشر
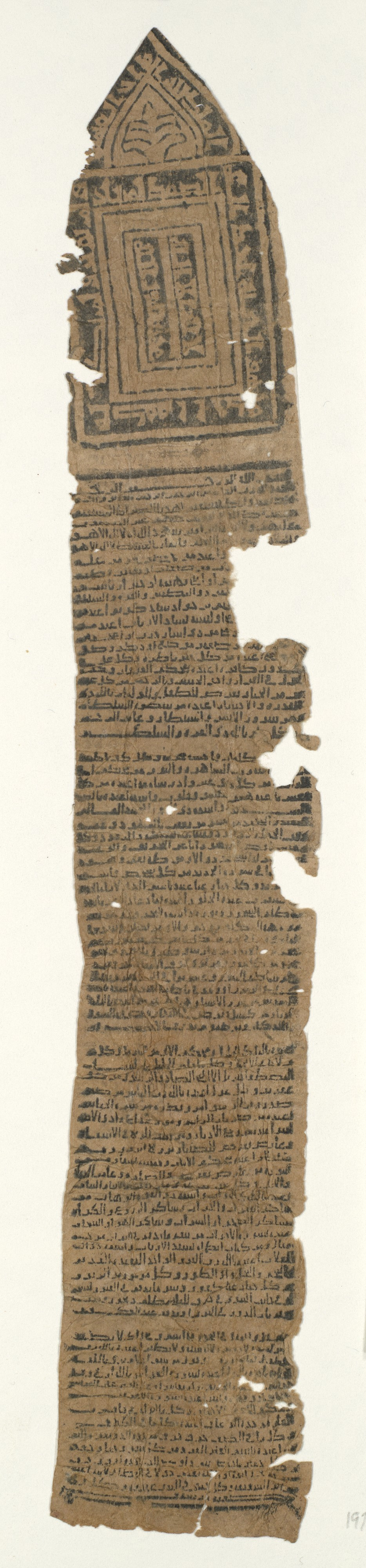
مخطوطة تعويذة مطبوعة على قالب، القرن العاشر
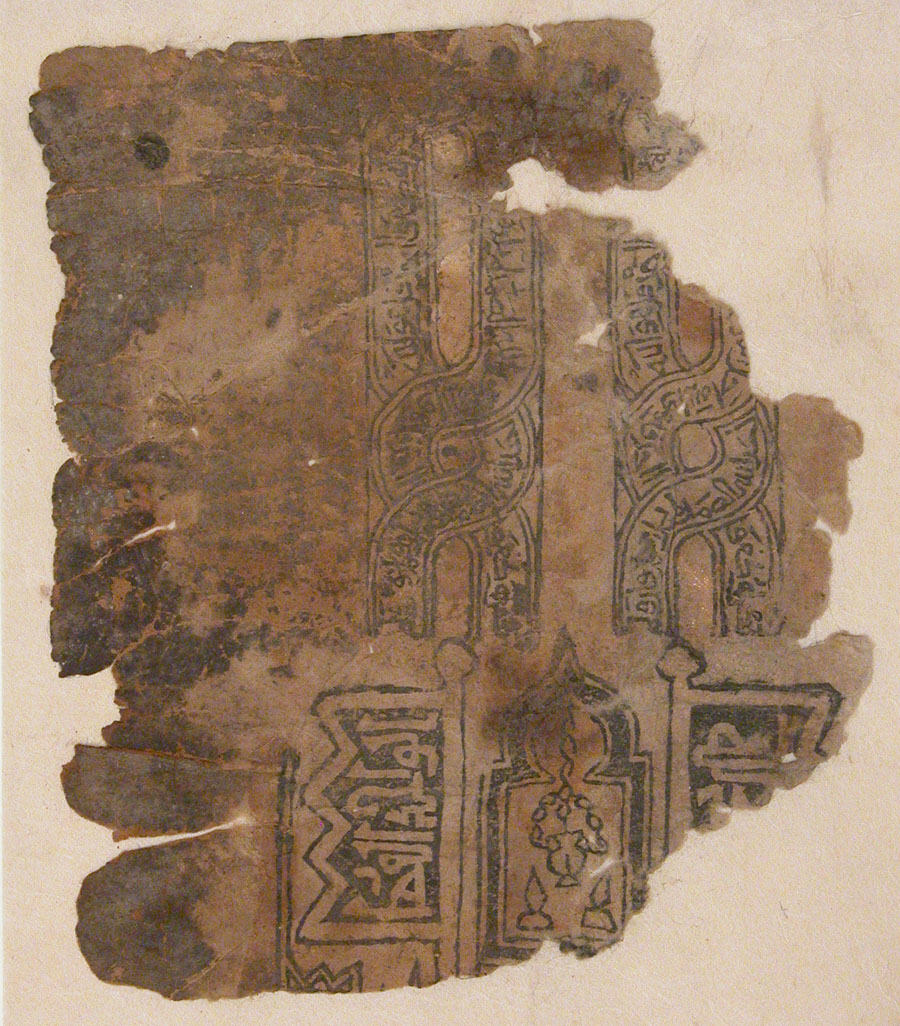
جزء من مخطوطة تعويذة، القرن الثاني عشر
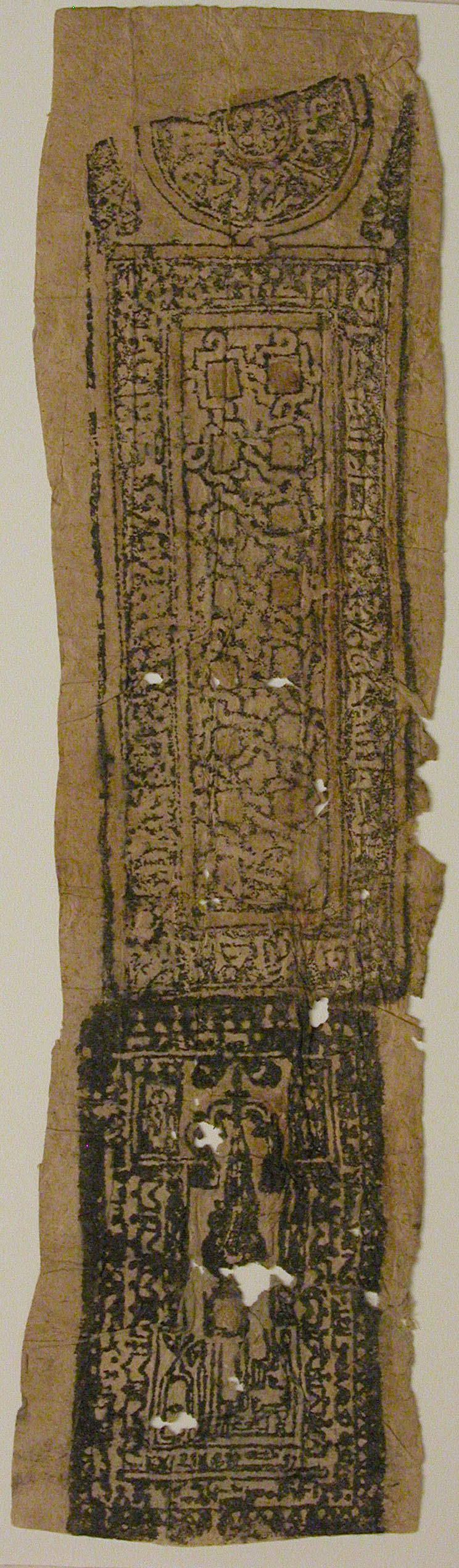
مخطوطة تعويذة مطبوعة على قالب، القرن الحادي عشر والثاني عشر
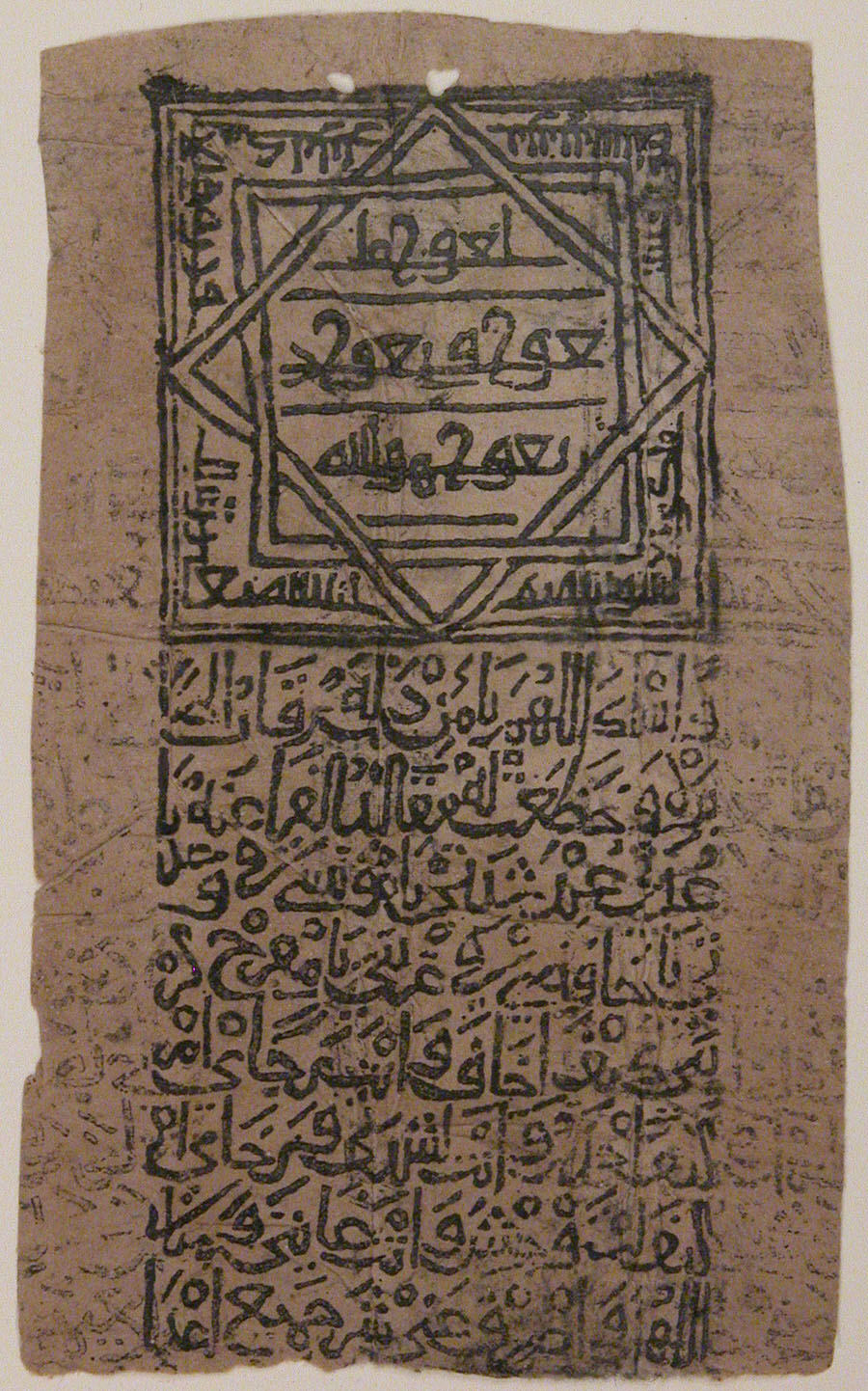
مخطوطة تعويذة بنجمة ثمانية الرؤوس، القرن الحادي عشر
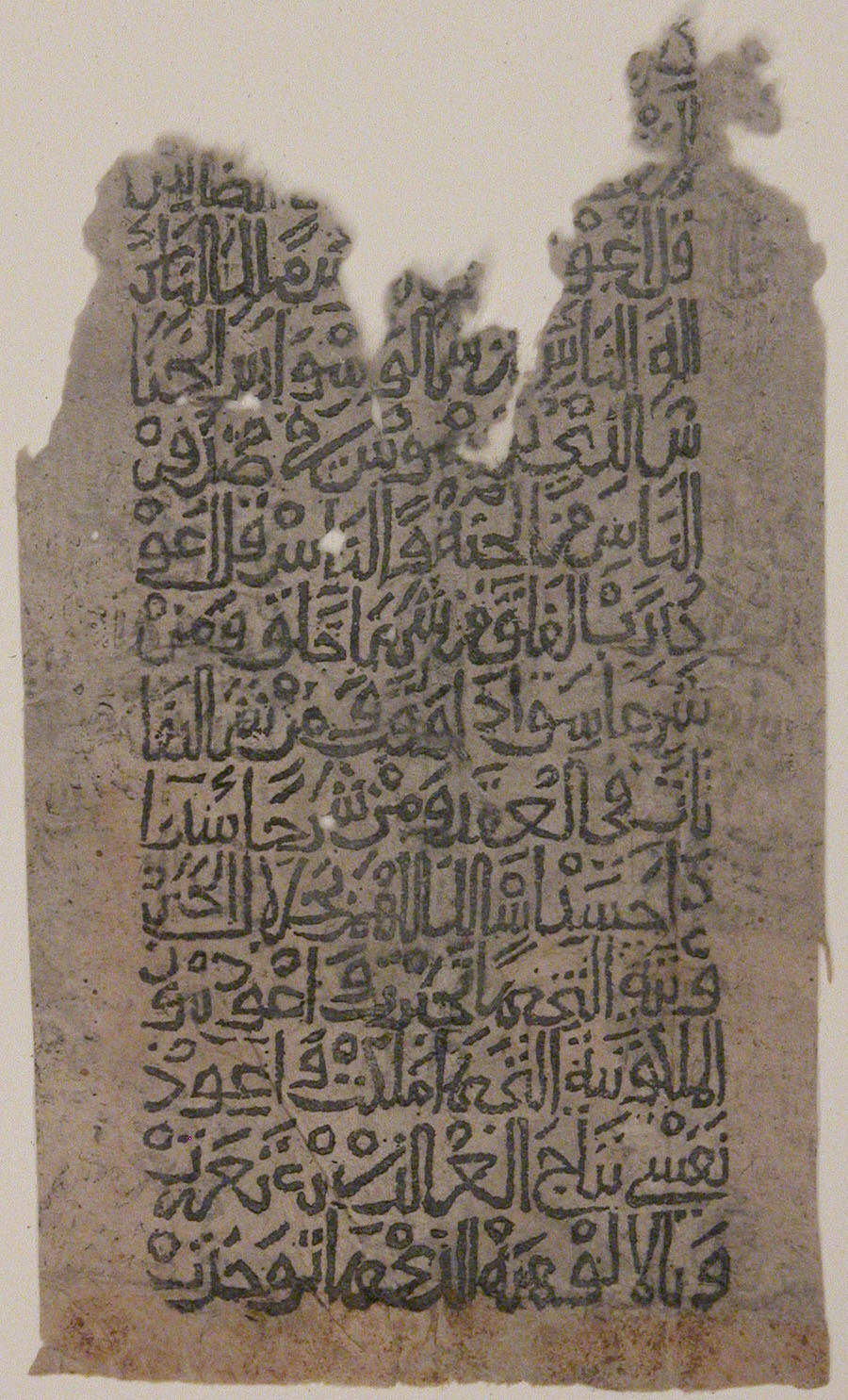
مخطوطة تعويذة، القرن الحادي عشر

### فهرس
- Bosworth، C. E. (1976). The Mediaeval Islamic Underworld: The Banū Sāsān in Arabic Society and Literature. Leiden: E. J. Brill. ج. 1 and 2.
- Bulliet، R. W. (1987). "Medieval Arabic Ṭarsh: A Forgotten Chapter in the History of Printing". Journal of the American Oriental Society. ج. 107 ع. 3: 427–438. DOI:10.2307/603463. JSTOR:603463.
- Bulliet, R. W. (2000). "Ṭarsh". In Bearman, P. J.; Bianquis, Th.; Bosworth, C. E.; van Donzel, E.; Heinrichs, W. P. (eds.). The Encyclopaedia of Islam, New Edition, Volume X: T–U (بالإنجليزية). Leiden: E. J. Brill. p. 304. ISBN:90-04-11211-1.
- Levi Della Vida، G. (1944). "An Arabic Block Print". The Scientific Monthly. ج. 59 ع. 6: 473–474. Bibcode:1944SciMo..59..473D.
- Richardson، Kristina (2021). Roma in the Medieval Islamic World: Literacy, Culture, and Migration. Bloomsbury Academic.
- Roper، G. (2010). "The History of the Book in the Muslim World". في Suarez، Michael F.؛ H. R. Woudhuysen (المحررون). The Oxford Companion to the Book. Oxford University Press. ص. 321–339.
- Schaefer، K. R. (2006). Enigmatic Charms: Medieval Arabic Block Printed Amulets in American and European Libraries and Museums. Leiden: E. J. Brill. DOI:10.1163/9789047408529. ISBN:9789047408529.
- Schaefer، K. R. (2014). "Mediæval Arabic Block Printing: State of the Field". في Roper، G. (المحرر). Historical Aspects of Printing and Publishing in Languages of the Middle East: Papers from the Symposium at the University of Leipzig, September 2008. Leiden: E. J. Brill. ص. 1–16. DOI:10.1163/9789004255975. ISBN:9789004255975.
- Schaefer، Karl R. (19 أبريل 2022). "The Material Nature of Block Printed Amulets: What Makes Them Amulets?". Amulets and Talismans of the Middle East and North Africa in Context. Brill. ص. 180–208. ISBN:978-90-04-47148-1.

## روابط خارجية
- مخطوطة تميمة ( طرش ) مطبوعة بطباعة كتلة متعددة الألوان من مجموعة ديفيد